# Hiromi Kodžima
Hiromi Kodžima (* 12. prosinec 1977) je bývalý japonský fotbalista.

## Klubová kariéra
Hrával za Gamba Osaka, Consadole Sapporo, Omiya Ardija, Oita Trinita, Vissel Kobe, FC Gifu.

## Reprezentační kariéra
Hiromi Kodžima odehrál za japonský národní tým v roce 2000 celkem 1 reprezentační utkání.

## Statistiky
| Japonsko | Japonsko | Japonsko |
| Roky     | Záp.     | Góly     |
| -------- | -------- | -------- |
| 2000     | 1        | 0        |
| Celkem   | 1        | 0        |